# Marillac-le-Franc
Marillac-le-Franc is een gemeente in het Franse departement Charente (regio Nouvelle-Aquitaine) en telt 617 inwoners (1999). De plaats maakt deel uit van het arrondissement Angoulême.

## Geografie
De oppervlakte van Marillac-le-Franc bedraagt 14,6 km², de bevolkingsdichtheid is 42,3 inwoners per km².
De onderstaande kaart toont de ligging van Marillac-le-Franc met de belangrijkste infrastructuur en aangrenzende gemeenten.

## Demografie
Onderstaande figuur toont het verloop van het inwonertal (bron: INSEE-tellingen).

1. ↑  Populations de référence 2022.